# Libresse
Libresse este un brand al Essity, specializat în produse de îngrijire intimă de zi cu zi. Libresse este un brand global, care operează sub o serie de nume diferite pe piețele locale - Bodyform, Nana, Nuvenia, Saba, Nosotras, Libresse, Libra. 
Essity (fostă SCA), care este compania-mamă a Libresse, a fost fondată în Suedia în 1929 de Ivar Kreuger, fiind la început o companie de ambalare din hârtie. Essity este o companie globală de igienă și sănătate, care desfășoară activități în aproximativ 150 de țări, cu misiunea de a îmbunătăți bunăstarea. 

## Scopul mărcii
Potrivit website-ului lor, scopul lor este să demonteze tabuurile din Zona V pentru a elibera femeile de stigmă.   Platforma lor de brand se numește „Live Fearless.”  În 2020, brandul și-a actualizat identitatea, începând cu logo-ul lor, pentru a se îndepărta de fundițele și sclipiciul roz care perpetuau stereotipurile categoriei și a se îndrepta către o identitate de marcă mai bună, care reflectă scopul lor. 

## Produse
Libresse produce o gamă de produse pentru a susține îngrijirea intimă în timpul menstruației și zilnic, de la absorbante, absorbante zilnice, geluri de curățare, șervețele umede, cupe menstruale și chiloți de menstruație. Produsele lor oferă protecție pentru o gamă largă de fluxuri și nevoi. 

## Marketing
În ultimii câțiva ani, Libresse și-a creat un renume prin campaniile sale de publicitate care elimină tabuurile pe subiecte legate de corpul și sănătatea femeilor . Brandul folosește adesea creativitatea pentru a învinge rușinea și a distruge stigmatizarea, în conformitate cu scopul lor . Având în vedere că aceste campanii trec peste normele sociale și conțin momente intime, mai multe au stârnit controverse la lansare. În ciuda acestor provocări, Libresse a arătat cum empatia le poate scăpa de rușine pe femei și le poate face să se simtă înțelese. Campaniile i-au mișcat și inspirat pe mulți și au fost premiate la festivaluri precum cel de la Cannes și Leul de sticlă, care promovează schimbări culturale pozitive care privesc inegalitatea și inegalitatea de gen.    
În 2016, Libresse a lansat RedFit, o campanie care a prezentat sportive sângerând, afirmând cu mândrie că „Niciun sânge nu ar trebui să ne rețină”. Campania a oferit, de asemenea, informații în colaborare cu parteneri pentru a sprijini femeile, astfel încât acestea să poată rămâne active în timpul menstruației lor. 
În 2017, Libresse a arătat sânge menstrual roșu în campania lor Bloodnormal, pentru prima dată. Campania a inclus o serie de alte activări pentru ca sângele menstrual să fie mai vizibil în media. Libresse a realizat și vândut lenjerie de epoca de designer împreună cu casa de modă franceză Dessu, a oferit saltele gonflabile distractive în formă de absorbant pentru influencers, a organizat ateliere școlare și a încorporat reacții negative anti-campanie într-un videoclip social.  
În 2018, Libresse a lansat Viva La Vulva. O sărbătoare a dragostei de sine, a pozitivității corpului și a diversității, filmul este un videoclip de lipsync. O multitudine de reprezentări variate ale vulvelor, de la scoică până la origami, “cântă” pe piesa “Take Yo Praise” de Camille Yarbrough și fiecare vers aduce la viață organele genitale ascunse ale femeilor. Campania a fost rezultatul unor cercetări care au scos la iveală o creștere îngrijorătoare a numărului de persoane care solicită labioplastie – operația estetică pentru remodelarea labiilor vaginale. Odată cu campania, Libresse a sperat să normalizeze conversația despre sănătatea intimă și să arate că nu există o vulvă perfectă. 
Din nou, brandul a lansat activări în lumea reală pentru a face schimbări în percepțiile societății despre vulve. Pentru a aborda inegalitatea de gen prezentă în graffiti din băi, au comandat artiștilor să picteze picturi murale uriașe cu vulva.  Ei au folosit, de asemenea, postere și cărți cu origami alături de medici pentru a combate rușinea și jena la pacienți și au lansat o bursă de modă pentru a sublinia că vaginul ar trebui purtat cu mândrie și nu îmbunătățit chirurgical. 
În iunie 2020, Libresse a lansat #wombstories, o campanie globală menită să aducă în lumină experiențele neauzite și nevăzute despre ceea ce înseamnă a avea un pântec: rollercoaster-ul complex al iubirii și urii, plăcerii și durerii. Campania atinge o serie de experiențe diferite - endometrioză, menopauză, avort spontan, FIV, primele menstruații, și invită publicul să-și împărtășească propriile #wombstories. 
Campania lor de eliminare a tabuurilor numită #painstories a fost creată pentru a ajuta la abordarea inegalității în nivelul de durere dintre sexe. Folosind descrieri reale, viscerale ale endometriozei, Libresse a creat un instrument numit Dicționarul durerii pentru a ajuta persoanele care suferă de endometrioză să recunoască și să-și exprime durerea. Alături de lansarea campaniei, a fost creat primul Muzeu al Durerii din lume, pentru a ajuta la educarea cu privire la măsura în care această durere este trecută cu vederea, subfinanțată și adesea ignorată. 

## Proiectul V
Proiectul V este numele inițiativei de schimbare lansată de brand în 2020 pentru a sprijini bunăstarea femeilor din întreaga lume. Ca parte a Proiectului V, marca se angajează să-și asculte publicul - cu un proiect de cercetare în curs de dezvoltare, conceput pentru a înțelege mai bine tabuurile, numit Global V-Taboo Tracker. Libresse prezintă, de asemenea, experiențe diverse în comunicarea lor și susțin sănătatea intimă a femeilor prin parteneriatul cu organizații caritabile și ONG-uri. 
Proiectul V este o inițiativă globală, iar mărcile Libresse din întreaga lume au participat: 
În Columbia, programul educațional Nosotras ajută fetele să înțeleagă cum se schimbă corpul și mintea lor pe măsură ce cresc. Campania se desfășoară de 35 de ani, ajungând la 1.500.000 de fete în fiecare an. 
În Mexic, Saba lucrează cu școli pentru a ajuta fetele să se destăinuie cu privire la tabuuri precum menstruația și sarcina în adolescență. 
În China, brandul a colaborat cu Alibaba Charity, donând 30.000 de produse personalului medical, alte 6.000 mergând la spitalele din Xiaogan în timpul pandemiei de COVID-19. 
În Marea Britanie, Bodyform a făcut campanie de succes cu scopul de a convinge autoritățile de difuzare să anuleze interdicția sângelui menstrual prezentat în roșu în televiziune. 
În Franța, lansarea campaniei „Viva La Vulva” a înregistrat peste 10.000 de petiții împotriva interdicției, declanșând și mai mare mișcare #JesoutiensNana pentru a apăra campania. 
În Italia, echipa Essity a participat la Conferința Mesei Rotunde cu Ministrul Egalității de Gen, cu scopul de a demonta barierele privind igiena menstruală. 

## Sustenabilitate
Libresse a lucrat cu Life Cycle Assessment (LCA) de la începutul anilor 1990 pentru a evalua impactul potențial asupra mediului al produselor lor pe parcursul întregului ciclu de viață. Scopul lor este de a reduce amprenta de carbon a mărcii cu 30% până în 2030. 
Brandul a lucrat pentru a reduce impactul asupra mediului în noile lor produse, prin design și materiale sustenabile. De exemplu, furnizorii lor de celuloză folosesc fibre de lemn care provin din surse atent gestionate. 
Libresse s-a concentrat și pe reducerea deșeurilor. Au făcut produsele mai subțiri și și-au redus cantitatea de ambalaje pentru a face acest lucru posibil. 
În 2020, marca a introdus o linie de chiloți reutilizabili, pentru menstruație, precum și o cupă menstruală în piețe selectate, pentru a merge într-o direcție sustenabilă, către produse mai durabile și mai ecologice. 